# 2016 en astronautique
Chronologie de l'astronautique
- 2012
- 2013
- 2014
- 2015
- 2016
- 2017
- 2018
- 2019
- 2020

Cette page présente la chronologie des événements qui se sont produits durant l'année 2016 dans le domaine de l'astronautique.

## Synthèse de l'activité spatiale en 2016

### Exploration du système solaire

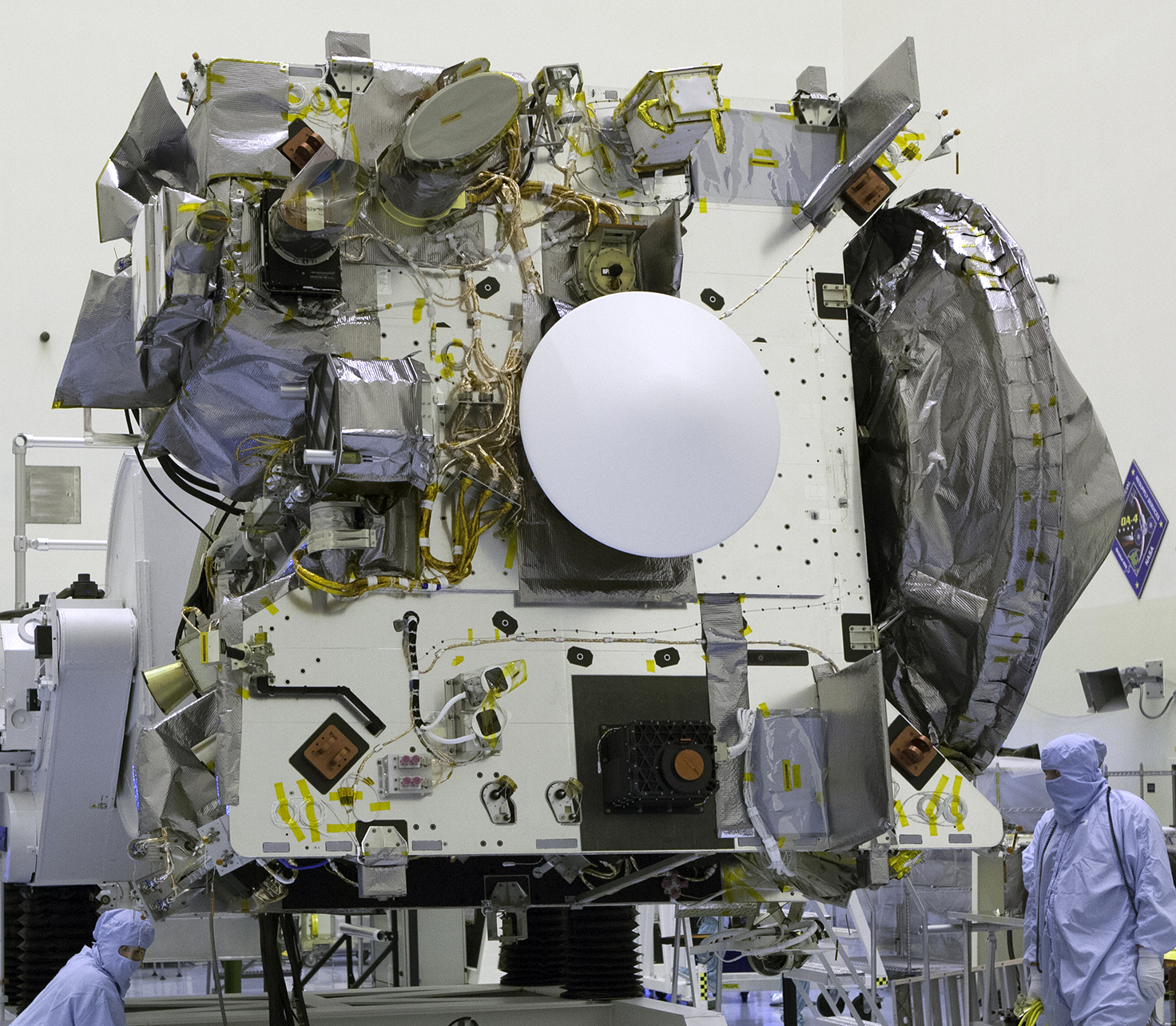
La sonde spatiale américaine OSIRIS-REx qui a pour objectif principal de ramener sur Terre un échantillon du sol de l'astéroïde (101955) Bénou.

Deux sondes spatiales sont lancées en 2016 dans le but d'explorer le système solaire :
- Une fenêtre de lancement vers Mars s'est ouverte en 2016. En mars, l'Agence spatiale européenne lance vers cette planète une mission développée dans le cadre du Programme ExoMars. ExoMars Trace Gas Orbiter  qui se place en orbite mi octobre autour de Mars pour étudier son atmosphère avec des objectifs proches de ceux de MAVEN. Cet orbiteur emporte également ExoMars EDM, un démonstrateur qui doit permettre à l'agence spatiale de valider les techniques utilisées pour atterrir sur Mars. Celui-ci s'écrase sur le sol martien à la suite d'une défaillance de son système de contrôle d'attitude dans les dernières secondes de sa descente vers la surface.
- La NASA lance également en 2016 la sonde spatiale OSIRIS-REx qui a pour objectif principal de ramener sur Terre un échantillon du sol de l'astéroïde (101955) Bénou.

Début 2016, 15 sondes spatiales sont en activité dans le système solaire :
- En juillet 2016 la sonde spatiale Juno de l'agence spatiale américaine se place en orbite autour de  Jupiter. Son objectif principal est d'étudier la structure interne de la planète géante.
- La sonde spatiale japonaise Akatsuki qui s'est placée en orbite autour de Vénus fin 2015 commence le recueil des données sur l'atmosphère de cette planète
- Trois engins spatiaux étudient la Lune. L'orbiteur américain Lunar Reconnaissance Orbiter et deux engins chinois : l'orbiteur  Chang'e 5 T1 et le rover Chang'e 3.
- Dawn circule en orbite basse autour de l'astéroïde (1) Cérès
- Rosetta achève son étude de la comète 67P/Tchourioumov-Guérassimenko  puis s'écrase sur son sol au septembre 2016.
- Cassini-Huygens poursuit sa mission d'étude de Saturne et de ses satellites autour desquels elle orbite.
- New Horizons continue de transmettre les données recueillies lors du survol du système plutonien et est en route pour effectuer le survol d'un petit corps de la ceinture de Kuiper qu'il atteindra en 2020
- La mission japonaise de retour d'échantillon d’astéroïde Hayabusa 2 est en transit vers son objectif
- Sept engins spatiaux sont en activité sur Mars : les rovers Opportunity et Curiosity à la surface de la planète ainsi que les orbiteurs Mars Odyssey, MRO, MAVEN, Mars Express, Mars Orbiter Mission. Certains de ces engins spatiaux ont dépassé depuis longtemps leur durée de vie (Mars Odyssey, Mars Express, Opportunity) mais il n'est planifié aucun arrêt volontaire de mission en 2016.

Photos prises par les sondes spatiales en 2016
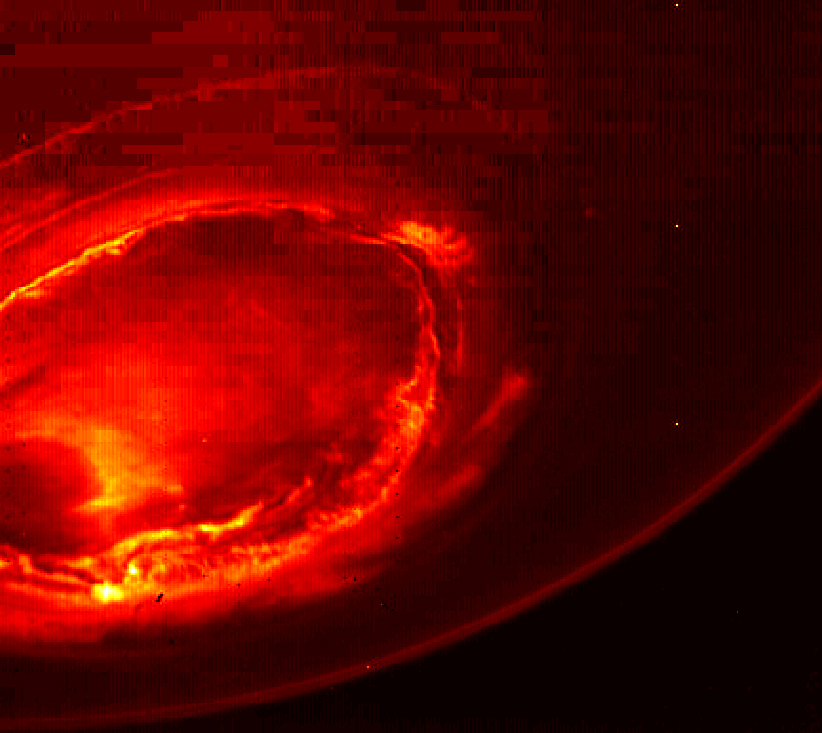
Aurores polaires de Jupiter photographiées en infrarouge par Juno.
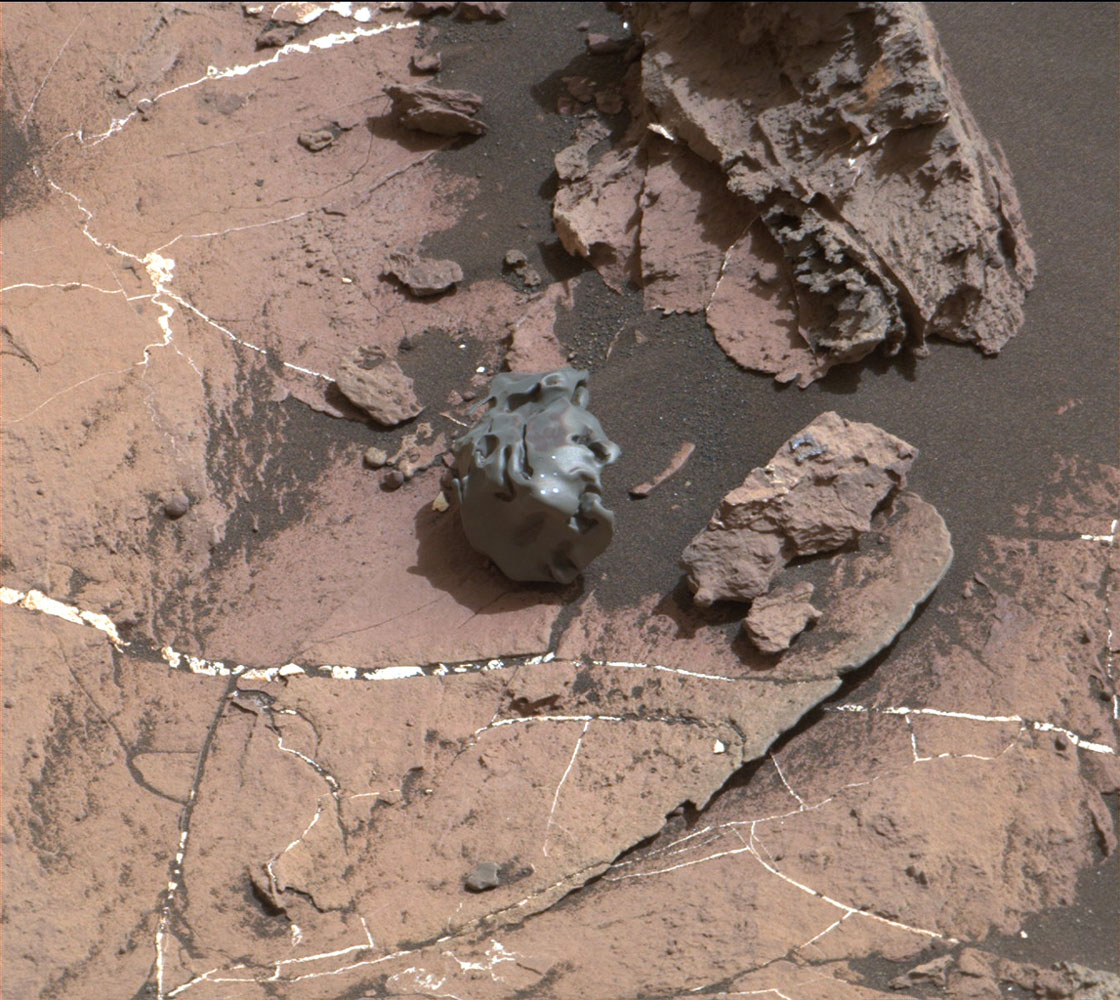
Météorite photographiée par le rover Curiosity dans la formation sédimentaire Murray à la surface de la planète Mars.
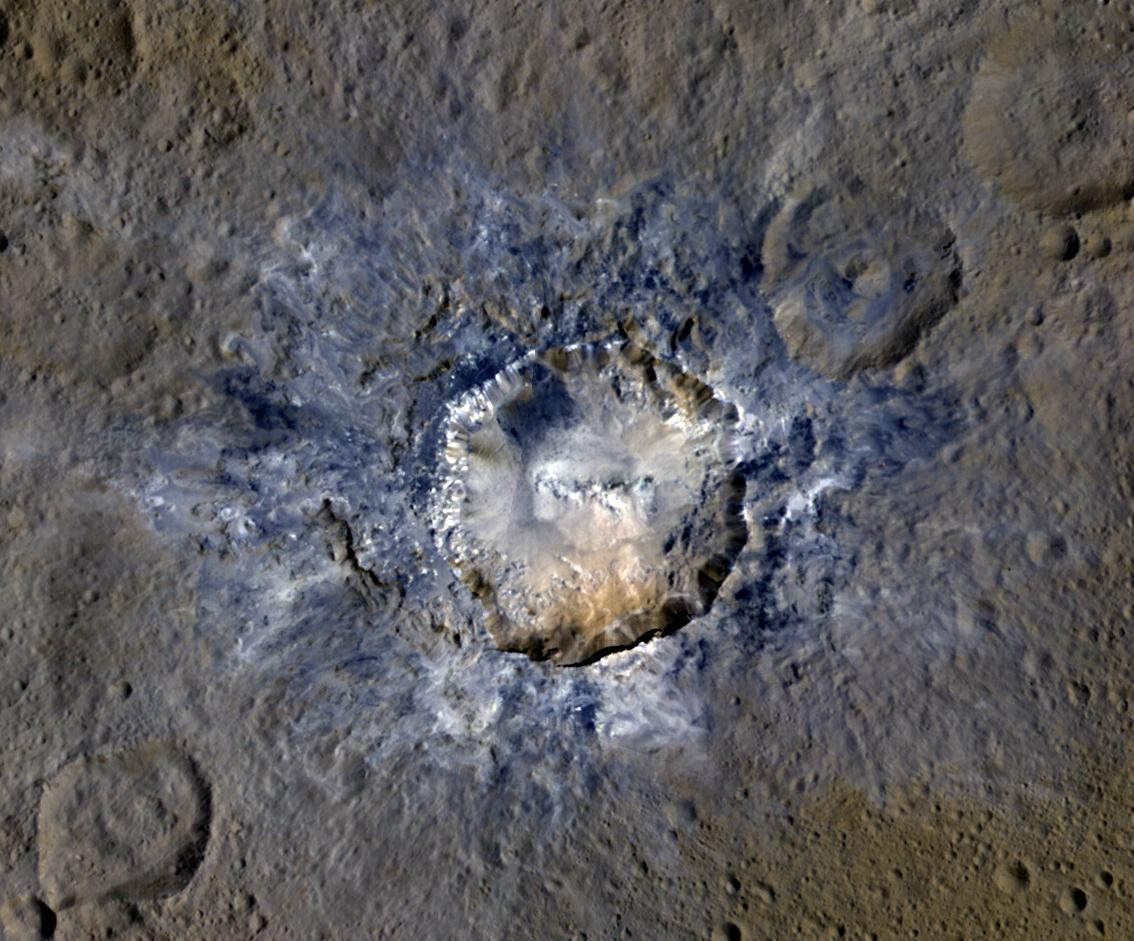
Le cratère Haulani sur l'astéroïde Cérès photographié par Dawn et restitué en fausses couleurs.

### Satellites scientifiques

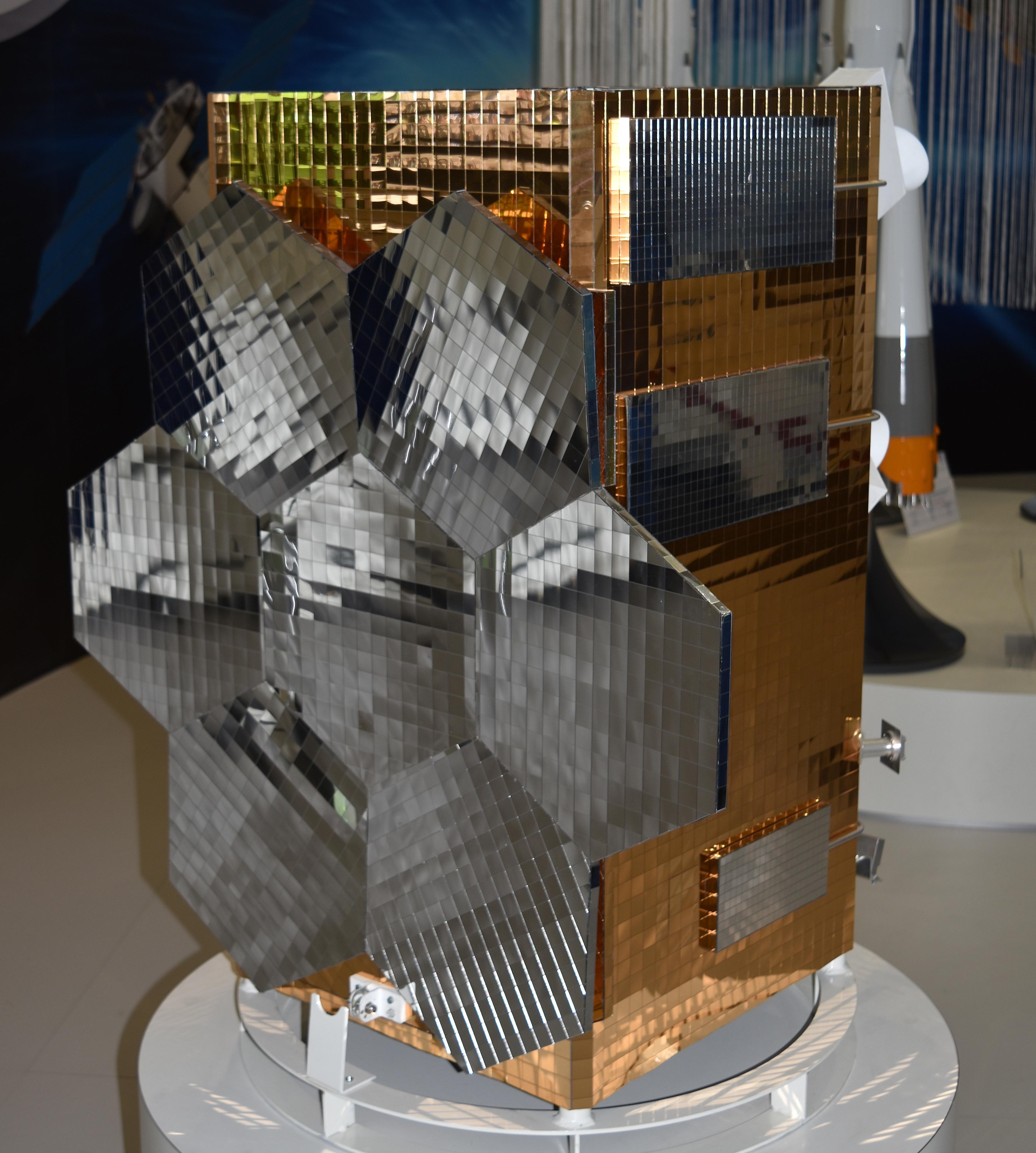
Maquette du satellite Mikhaïl Lomonossov.

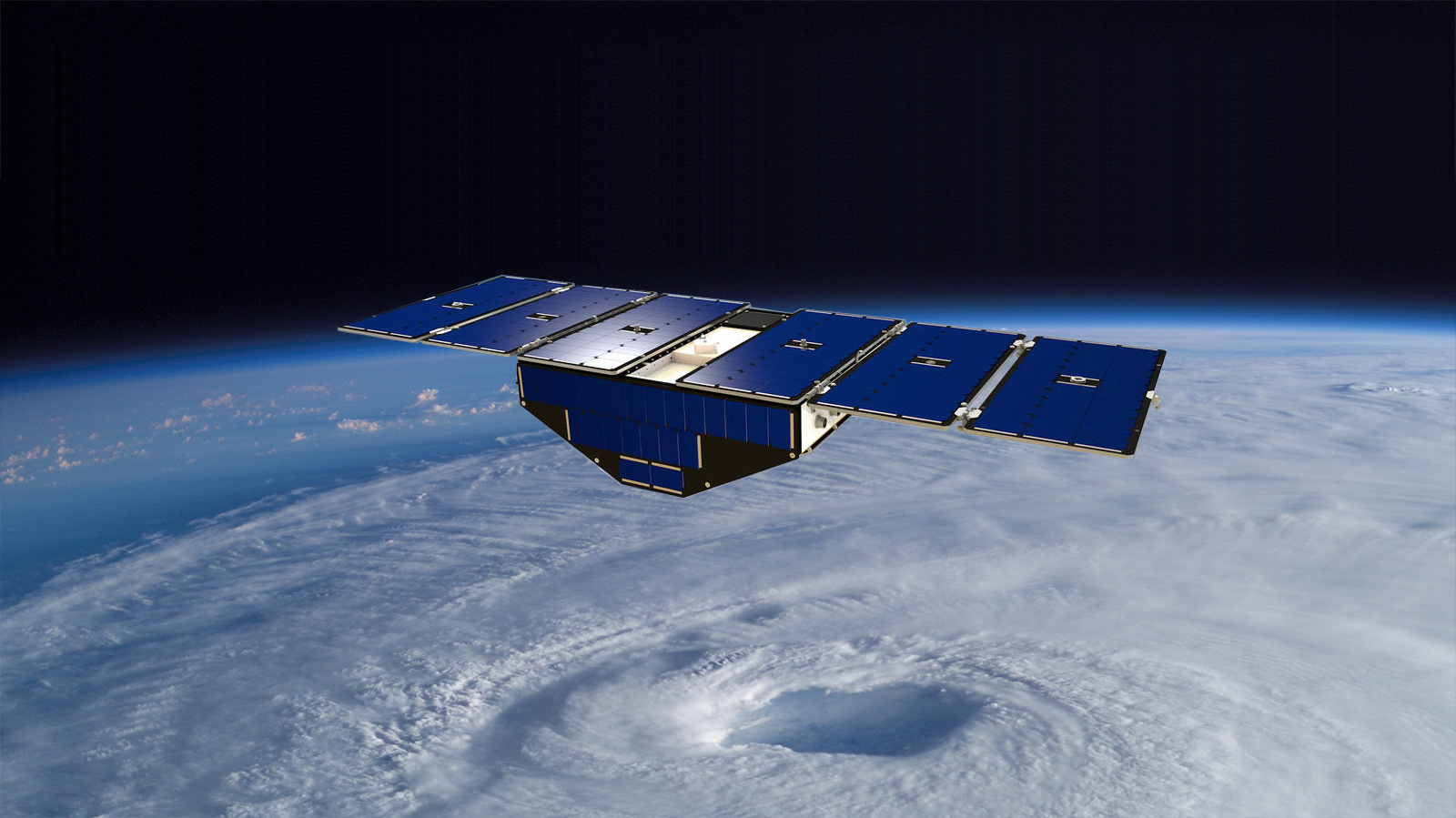
Vue d'artiste d'un des satellites CYGNSS.

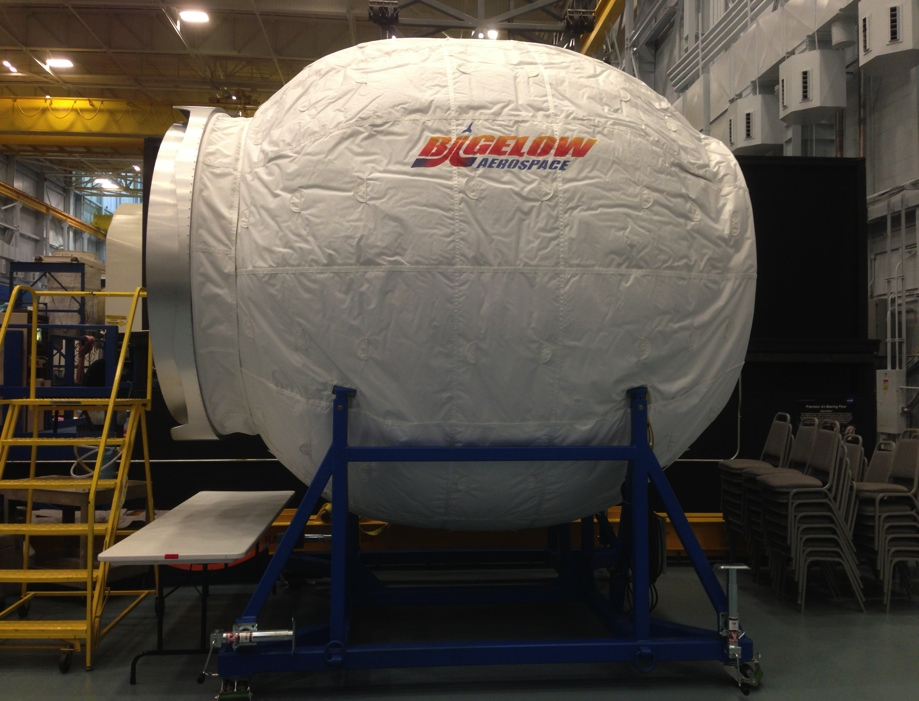
Maquette du module expérimental BEAM qui amarré à la Station spatiale internationale en 2016.

#### Astronomie
L'agence spatiale japonaise JAXA lance au début de l'année ASTRO-H, un télescope spatial à rayons X particulièrement performant. À la suite d'erreurs dans la programmation de la phase de déploiement, le satellite se désintègre en orbite.

#### Interactions entre le Soleil et l'atmosphère terrestre
La Russie lance en début d'année le satellite Mikhaïl Lomonossov qui étudie les différents types de rayonnement frappant l'atmosphère terrestre : rayons cosmiques d'origine galactique, extra galactique ou solaire, rayons gamma produits notamment par les sursauts gamma, particules en provenance des ceintures de radiation terrestres et rayonnement généré par des processus internes de l'atmosphère terrestre. Le satellite japonais ERG étudie le cycle de vie des électrons relativistes (électrons accélérés à une vitesse proche de la vitesse de la lumière) dans la région de l'espace entourant la Terre et délimitée par la magnétopause.

#### Observation de la Terre
La NASA lance une constellation de 8 nano-satellites  Cyclone Global Navigation Satellite System  de la NASA dont la mission est de fournir aux systèmes de prévision météorologique des données sur l'apparition et l'évolution des cyclones tropicaux en utilisant une technique originale consistant à analyser la réflexion des signaux GPS sur la surface des océans.

#### Autres satellites scientifiques
Microscope est un satellite français qui doit permettre de vérifier avec une précision inégalée (10-15) le principe d'équivalence.

### Technologie
La Chine lance le 16 août 2016 le satellite QUESS pour tester l’utilisation de la téléportation quantique dans le domaine des télécommunications.

### Satellites d'applications
La NASA et le CNES poursuivent leur programme conjoint d'observation des océans avec le lancement en début d'année de Jason-3. L'Agence spatiale européenne de son côté continue de déployer son  système de positionnement par satellites Galileo (système de positionnement) qui est déclaré partiellement opérationnel en décembre  et le programme d'observation de la Terre Copernicus (programme) avec le lancement de  Sentinel-3A et  Sentinel-1B.

### Programme spatial habité
Fin mars Scott Kelly et Mikhaïl Kornienko achèveront leur séjour d'une durée d'un an à bord de la Station spatiale internationale destiné à étudier les effets d'un séjour prolongé en apesanteur dans la perspective des missions vers la Lune ou Mars. Cinq équipages se succèdent en 2016 à bord de la station spatiale de l'expédition 46 à 50. Parmi les 18 astronautes (dont seulement deux femmes), on compte 9 Russes, six Américains, un Japonais, un Anglais et le Français Thomas Pesquet. Un des vaisseaux cargo SpaceX Dragon qui ravitaille la station spatiale emporte le module gonflable expérimental BEAM qui sera amarré durant un an au module Tranquility. La Chine place en orbite un deuxième exemplaire de sa petite station spatiale Tiangong 2 dans laquelle séjourne un équipage.

### Lanceurs
Le premier vol de deux fusées chinoises amenés à jouer un rôle majeur dans les futurs lancements de ce pays ont eu lieu en 2016. Le lanceur lourd Longue Marche 5 permettra à la Chine de placer en orbite basse des charges de 25 tonnes alors qu'elle était limitée jusque-là à 10 tonnes. Cette capacité devrait permettre le lancement des stations spatiales  et des sondes spatiales lourdes déjà programmées. La Longue Marche 7, de taille intermédiaire, doit remplacer une grande partie des lanceurs de la génération précédente.

## Chronologie des lancements

### Janvier
| Date       | Lanceur            | Base de lancement | Orbite                 | Charge utile  | Notes                                                                   |
| 15 janvier | Longue Marche 3B/E | Xichang           | Orbite géostationnaire | Belintersat 1 | Satellite de télécommunications                                         |
| 17 janvier | Falcon 9 V1.1      | Vandenberg        | Orbite héliosynchrone  | Jason-3       | Observation des océans, dernier vol de la version 1.1.                  |
| 20 janvier | PSLV-XL            | Satish Dhawan     | Orbite géosynchrone    | IRNSS-1E      | Satellite de navigation                                                 |
| 27 janvier | Ariane 5 ECA       | Kourou            | Orbite géostationnaire | Intelsat 29e  | Satellites de télécommunications                                        |
| 29 janvier | Proton-M / Briz-M  | Baïkonour         | Orbite géostationnaire | Eutelsat 9B   | Télécommunications. Emporte la charge utile EDRS-A (relais télecom ESA) |

### Février
| Date        | Lanceur               | Base de lancement | Orbite                | Charge utile     | Notes                               |
| 1er février | Longue Marche 3C/YZ-1 | Xichang           | Orbite moyenne        | Beidou           | Satellite de navigation             |
| 5 février   | Atlas V 401           | Cap Canaveral     | Orbite moyenne        | GPS IIF-12       | Satellite de navigation             |
| 7 février   | Soyouz 2.1b / Fregat  | Plessetsk         | Orbite moyenne        | GLONASS          | Satellite de navigation             |
| 7 février   | Unha                  | Sohae             | Orbite moyenne        | Kwangmyŏngsŏng 4 | Satellite d'observation de la Terre |
| 10 février  | Delta IV M+(5,2)      | Vandenberg        | orbite basse          | NROL-45          | Satellite de reconnaissance         |
| 16 février  | Rokot                 | Plessetsk         | orbite héliosynchrone | Sentinel-3 A     | Observation de la Terre             |
| 17 février  | H-IIA                 | Tanegashima       | Orbite basse          | ASTRO-H          | télescope rayons X                  |

### Mars
| Date    | Lanceur           | Base de lancement | Orbite                       | Charge utile                             | Notes                                                  |
| 4 mars  | Falcon 9 V1.1 FT  | Cap Canaveral     | Orbite géostationnaire       | SES-9                                    | Satellite de télécommunications                        |
| 9 mars  | Ariane 5 ECA      | Kourou            | Orbite géostationnaire       | Eutelsat 65 West A                       | Satellite de télécommunications                        |
| 10 mars | PSLV-XL           | Satish Dhawan     | Orbite géosynchrone          | IRNSS-1F                                 | Satellite de navigation                                |
| 13 mars | Soyouz 2.1b       | Baïkonour         | orbite héliosynchrone        | Resours-P 3                              | Observation de la Terre                                |
| 14 mars | Proton-M / Briz-M | Baïkonour         | Orbite héliocentrique        | ExoMars Trace Gas Orbiter et ExoMars EDM | orbiteur et atterrisseur martien                       |
| 18 mars | Soyouz-FG         | Baïkonour         | Orbite basse                 | Soyouz TMA-20M                           | Relève équipage de la station spatiale internationale. |
| 23 mars | Atlas V 401       | Cap Canaveral     | Orbite basse                 | Cygnus OA-6 (en)                         | Ravitaillement de la Station spatiale internationale   |
| 24 mars | Soyouz 2.1a       | Baïkonour         | Orbite héliosynchrone        | Bars-M                                   | Satellite de reconnaissance                            |
| 29 mars | Longue Marche 3A  | Xichang           | Orbite géosynchrone inclinée | Beidou-2 IGSO-6                          | Satellite de navigation                                |
| 31 mars | Soyouz-U          | Baïkonour         | Orbite basse                 | Progress MS-02                           | Ravitaillement de la station spatiale internationale.  |

### Avril
| Date     | Lanceur            | Base de lancement | Orbite                | Charge utile                    | Notes                                                                             |
| 5 avril  | Longue Marche 2D   | Jiuquan           | Orbite basse          | Shijian-10                      | Expériences biologiques avec capsule de retour                                    |
| 8 avril  | Falcon 9 V1.1 FT   | Cap Canaveral     | Orbite basse          | SpaceX CRS-8, BEAM              | ravitaillement de la station spatiale internationale, expérience module gonflable |
| 25 avril | Soyouz-2.1b/Fregat | Kourou            | orbite héliosynchrone | Sentinel-1 B Microscope         | Observation de la Terre                                                           |
| 28 avril | Soyouz-Volga       | Vostotchny        | Orbite basse          | Mikhaïl Lomonossov, AIST-2D,... | Observatoire gamma. Premier lancement depuis la base de Vostotchny.               |
| 28 avril | PSLV-XL            | Satish Dhawan     | Orbite géosynchrone   | IRNSS-1G                        | Satellite de navigation                                                           |

### Mai
| Date   | Lanceur              | Base de lancement | Orbite                 | Charge utile                  | Notes                                     |
| 6 mai  | Falcon 9 V1.1 FT     | Cap Canaveral     | Orbite géostationnaire | JCSAT 14                      | satellites de télécommunications          |
| 15 mai | Longue Marche 2D     | Jiuquan           | Orbite héliosynchrone  | Yaogan 30                     | Satellite de reconnaissance               |
| 24 mai | Soyouz-2.1a / Fregat | Kourou            | Orbite moyenne         | Galileo-FOC 13 Galileo-FOC 14 | Satellite de navigation.                  |
| 27 mai | Falcon 9 V1.1 FT     | Cap Canaveral     | Orbite géostationnaire | Thaicom 8                     | satellites de télécommunications          |
| 29 mai | Soyouz-2.1b / Fregat | Plessetsk         | Orbite moyenne         | GLONASS                       | Satellite de navigation                   |
| 30 mai | Longue Marche 4B     | Taiyuan           | Orbite basse           | Ziyuan III-02 ÑuSat 1 et 2    | Satellite observation de la Terre (image) |

### Juin
| Date    | Lanceur           | Base de lancement | Orbite                 | Charge utile               | Notes                                                             |
| 4 juin  | Rokot / Briz-KM   | Plessetsk         | Orbite basse           | Geo-IK-2 No.12             | Géodésie                                                          |
| 9 juin  | Proton-M / Briz-M | Baïkonour         | Orbite géostationnaire | Intelsat 31/DLA-2          | satellite de télécommunications                                   |
| 11 juin | Delta IV-Heavy    | Cap Canaveral     | Orbite géostationnaire | NROL-37                    | Satellite de reconnaissance                                       |
| 12 juin | Longue Marche 3C  | Xichang           | Orbite moyenne         | Beidou G7                  | Satellite de navigation                                           |
| 15 juin | Falcon 9 V1.1 FT  | Cap Canaveral     | Orbite géostationnaire | Eutelsat 117 West B ABS 2A | satellites de télécommunications                                  |
| 18 juin | Ariane 5 ECA      | Kourou            | Orbite géostationnaire | EchoStar 18 BRIsat         | Satellite de télécommunications                                   |
| 22 juin | PSLV              | Satish Dhawan     | Orbite polaire         | CartoSat-2C SkySat 3       | Observation de la Terre                                           |
| 24 juin | Atlas V 451       | Cap Canaveral     | Orbite géostationnaire | MUOS 5                     | Satellite de télécommunications de la Marine militaire            |
| 25 juin | Longue Marche 7   | Wenchang          | Orbite basse ?         | ?                          | Premier vol du lanceur moyen et premier lancement depuis Wenchang |
| 29 juin | Longue Marche 4B  | Jiuquan           | Orbite basse           | Shijian-16-02              | Satellite technologique                                           |

### Juillet
| Date       | Lanceur          | Base de lancement | Orbite                 | Charge utile      | Notes                                                                                                  |
| 7 juillet  | Soyouz-FG        | Baïkonour         | Orbite basse           | Soyouz MS-01      | Relève équipage de la station spatiale internationale. Premier vol de la version MS du vaisseau Soyouz |
| 16 juillet | Soyouz-U         | Baïkonour         | Orbite basse           | Progress MS-03    | Ravitaillement de la station spatiale internationale.                                                  |
| 18 juillet | Falcon 9 V1.1 FT | Cap Canaveral     | Orbite basse           | SpaceX CRS-9 (en) | ravitaillement de la station spatiale internationale.                                                  |
| 28 juillet | Atlas V 421      | Cap Canaveral     | Orbite géostationnaire | NROL-61           | Satellite de télécommunications                                                                        |

### Août
| Date    | Lanceur          | Base de lancement | Orbite                 | Charge utile             | Notes                                 |
| 5 août  | Longue Marche 3B | Xichang           | Orbite géostationnaire | Tiantong-1 01            | Satellite de télécommunications       |
| 9 août  | Longue Marche 4C | Taiyuan           | Orbite basse           | Gaofen-3                 | Satellite de reconnaissance           |
| 14 août | Falcon 9 V1.1 FT | Cap Canaveral     | Orbite géostationnaire | JCSAT-16 (en)            | satellite de télécommunications       |
| 15 août | Longue Marche 2D | Jiuquan           | Orbite héliosynchrone  | QUESS, Lixing-1,...      | Satellite scientifique                |
| 19 août | Delta IV M+(4,2) | Cap Canaveral     | orbite géostationnaire | AFPSC 6                  | Satellite de surveillance de l'espace |
| 24 août | Ariane 5 ECA     | Kourou            | Orbite géostationnaire | Intelsat 33e Intelsat 36 | Satellite de télécommunications       |
| 31 août | Longue Marche 4C | Taiyuan           | Orbite basse           | Gaofen-10                | Satellite de reconnaissance Échec     |

### Septembre
| Date         | Lanceur          | Base de lancement | Orbite                 | Charge utile                   | Notes                                                                  |
| 3 septembre  | Falcon 9 V1.1 FT | Cap Canaveral     | Orbite géostationnaire | Amos-6                         | satellite de télécommunications, Échec détruit durant des tests au sol |
| 8 septembre  | Atlas V 511      | Cap Canaveral     | Orbite héliocentrique  | OSIRIS-REx                     | Mission de retour d'échantillon du sol de l'astéroïde (101955) Bénou   |
| 8 septembre  | GSLV Mk II       | Satish Dhawan     | Orbite géostationnaire | INSAT-3DR                      | Météorologie                                                           |
| 13 septembre | Shavit           | Palmachim         | Orbite basse           | Ofeq 11                        | Satellite de reconnaissance                                            |
| 15 septembre | Longue Marche 2F | Jiuquan           | Orbite basse           | Tiangong-2                     | Station spatiale                                                       |
| 16 septembre | Vega             | Kourou            | Orbite héliosynchrone  | PeruSat-1, SkySat 4, 5, 6 et 7 | Satellite de reconnaissance                                            |
| 26 septembre | PSLV-XL          | Satish Dhawan     | Orbite basse           | ScatSat-1, Pathfinder-1,...    | Satellite météorologique et autres charges secondaires                 |

### Octobre
| Date       | Lanceur            | Base de lancement | Orbite                 | Charge utile                           | Notes                                                                                                  |
| 5 octobre  | Ariane 5 ECA       | Kourou            | Orbite géostationnaire | NBN-Co 1B / Sky Muster II GSAT-18 (en) | Satellites de télécommunications                                                                       |
| 16 octobre | Longue Marche 2F/G | Jiuquan           | Orbite basse           | Shenzhou 11                            | Mission habitée vers la station spatiale                                                               |
| 17 octobre | Antares 230        | MARS              | Orbite basse           | Cygnus CRS OA-5                        | Ravitaillement de la Station spatiale internationale, premier vol de la version du lanceur Antares 230 |
| 19 octobre | Soyouz-FG          | Baïkonour         | Orbite basse           | Soyouz MS-02                           | Relève équipage de la station spatiale internationale.                                                 |

### Novembre
| Date        | Lanceur          | Base de lancement | Orbite                  | Charge utile                           | Notes |
| 2 novembre  | H-IIA            | Tanegashima       | Orbite géostationnaire  | Himawari 9                             | satellite météorologique                                                                                             |
| 3 novembre  | Longue Marche 5  | Wenchang          | Orbite géostationnaire  | Shijian-17                             | Premier vol du lanceur lourd chinois                                                                                 |
| 9 novembre  | Longue Marche 11 | Jiuquan           | Orbite héliocentrique ? | XPNAV 1,...                            | Satellite expérimental de navigation utilisant des binaires X                                                        |
| 11 novembre | Atlas V 451      | Cap Canaveral     | Orbite héliosynchrone   | WorldView-4                            | Satellite d'observation de la Terre                                                                                  |
| 11 novembre | Longue Marche 2D | Jiuquan           | Orbite basse            | Yunhai-1                               | Satellite d'observation de la Terre                                                                                  |
| 17 novembre | Soyouz-FG        | Baïkonour         | Orbite basse            | Soyouz MS-03                           | Relève équipage de la station spatiale internationale, mission dont fait partie l'astronaute français Thomas Pesquet |
| 17 novembre | Ariane 5 ES      | Kourou            | Orbite moyenne          | Galileo FOC 15, FOC 16, FOC 17, FOC 18 | Satellites de navigation                                                                                             |
| 19 novembre | Atlas V 541      | Cap Canaveral     | Orbite géostationnaire  | GOES-R                                 | Satellite météorologique                                                                                             |
| 22 novembre | Longue Marche 3C | Xichang           | Orbite géostationnaire  | Tianlian I-04                          | Satellite de télécommunications                                                                                      |

### Décembre
| Date         | Lanceur          | Base de lancement              | Orbite                 | Charge utile              | Notes                                                                                                 |
| 1er décembre | Soyouz-U         | Baïkonour                      | Orbite basse           | Progress MS-04            | Ravitaillement de la station spatiale internationale. Échec à la suite d'une défaillance du 3e étage. |
| 5 décembre   | Vega             | Kourou                         | Orbite héliosynchrone  | Göktürk-1                 | Satellite de reconnaissance                                                                           |
| 7 décembre   | PSLV-XL          | Satish Dhawan                  | Orbite basse           | Resourcesat-2A,...        | Satellite d'observation de la Terre                                                                   |
| 7 décembre   | Delta IV M+(4,2) | Cap Canaveral                  | orbite géostationnaire | WGS-8                     | Satellite de télécommunications militaire                                                             |
| 9 décembre   | H-IIB            | Tanegashima                    | Orbite basse           | HTV-6                     | Vaisseau cargo spatial automatique vers l'ISS                                                         |
| 10 décembre  | Longue Marche 3B | Xichang                        | Orbite géostationnaire | Fengyun 4A                | Satellite météorologique                                                                              |
| 16 décembre  | Pegasus-XL       | L-1011 Stargazer Cap Canaveral | orbite basse           | CYGNSS                    | Satellite météorologique                                                                              |
| 18 décembre  | Atlas V 401      | Cap Canaveral                  | Orbite géostationnaire | EchoStar 19               | Satellite de télécommunications                                                                       |
| 20 décembre  | Epsilon          | Uchinoura                      | Orbite haute           | ERG                       | Étude des orages magnétiques                                                                          |
| 21 décembre  | Longue Marche 2D | Jiuquan                        | Orbite basse           | TanSat                    | Satellite d'observation de la Terre                                                                   |
| 21 décembre  | Ariane 5 ECA     | Kourou                         | Orbite moyenne         | Star One D1 JCSAT-15 (en) | Satellites de télécommunications                                                                      |
| 28 décembre  | Longue Marche 2D | Taiyuan                        | Orbite héliosynchrone  | Superview-1 Superview-2   | Satellites d'Observation de la Terre. Échec partiel orbite trop basse                                 |

## Statistiques sur les engins spatiaux mis en orbite en 2016

### Par domaine d'activité
Ventilation des engins spatiaux lancés en 2016 par activité. Ne comprend pas les 266 CubeSats et les 20 autres satellites de moins de 50 kg lancés en 2016.
| Pays / Agence | Total | Vols habités¹ | Militaires | Satellites d'application | Satellites d'application | Satellites d'application | Satellites d'application | Satellites d'application | Satellites d'application | Missions scientifiques      | Missions scientifiques  | Missions scientifiques |
| Pays / Agence | Total | Vols habités¹ | Militaires | Télécoms                 | Imagerie                 | Observation de la Terre² | Navigation               | Technologie              | Autres applications      | Exploration système solaire | Astronomie / cosmologie | Autres sciences        |
| --- | ----- | ------------- | ---------- | ------------------------ | ------------------------ | ------------------------ | ------------------------ | ------------------------ | ------------------------ | --------------------------- | ----------------------- | ---------------------- |
| Chine | 23    | 2             | 1          | 3                        |                          | 8                        | 3                        | 3                        |                          |                             |                         | 3                      |
| États-Unis | 26    | 4             | 7          | 6                        | 5                        | 3                        | 1                        |                          |                          | 1                           |                         |                        |
| Agence spatiale européenne | 9     |               |            |                          |                          | 2                        | 6                        |                          |                          | 1                           |                         |                        |
| Europe (hors ESA) | 6     |               |            | 4                        |                          | 1                        |                          | 1                        |                          |                             |                         | 1                      |
| Inde | 8     |               |            | 1                        |                          | 4                        | 3                        |                          |                          |                             |                         |                        |
| Japon | 9     | 1             | 1          | 4                        |                          |                          |                          | 2                        |                          |                             | 1                       | 1                      |
| Russie | 13    | 6             | 1          |                          |                          | 2                        | 2                        | 1                        |                          |                             | 1                       |                        |
| Autres pays | 14    |               | 3          | 5                        |                          | 4                        |                          | 1                        |                          |                             |                         |                        |
| Total | 108   | 13            | 13         | 23                       | 5                        | 24                       | 15                       | 8                        |                          | 2                           | 3                       | 5                      |
| ¹Comprend la relève des équipages, les missions de ravitaillement, la mise en orbite des modules de station spatiale ² Comprend satellites d'application et satellites scientifiques |       |               |            |                          |                          |                          |                          |                          |                          |                             |                         |                        |

| - USA: 23 (26,7 %) - Chine: 22 (25,6 %) - Russie: 19 (22,1 %) - Europe: 9 (10,5 %) - Inde: 7 (8,1 %) - Japon: 4 (4,7 %) - Israël: 1 (1,2 %) - Corée du Nord: 1 (1,2 %) | - Longue Marche 2/3/4: 19 (21,8 %) - Soyouz: 14 (16,1 %) - Falcon 9: 9 (10,3 %) - Atlas V: 9 (10,3 %) - Ariane 5: 7 (8 %) - PSLV: 6 (6,9 %) - Delta IV: 4 (4,6 %) - H-IIA et B: 3 (3,4 %) - Proton: 3 (3,4 %) - Autres: 13 (14,9 %) | - Cape Canaveral: 18 (21,2 %) - Baïkonour: 11 (12,9 %) - Kourou: 11 (12,9 %) - Juiquan: 9 (10,6 %) - Satish Dhawan: 7 (8,2 %) - Xichang: 7 (8,2 %) - Plessetsk: 5 (5,9 %) - Taiyuan: 4 (4,7 %) - Vandenberg: 3 (3,5 %) - Tanegashima: 3 (3,5 %) - Autres: 7 (8,2 %) |
| Lancements par pays | Lancements par famille de lanceurs | Lancements par base de lancement |

### Par pays
| Pays          | Lancements | Succès | Échecs | Échecs partiels | Remarques |
| ------------- | ---------- | ------ | ------ | --------------- | --------- |
| Chine         | 22         | 20     | 1      | 1               |           |
| États-Unis    | 23         | 22     | 1      |                 |           |
| Europe        | 9          | 9      |        |                 |           |
| Inde          | 7          | 7      |        |                 |           |
| Israël        | 1          | 1      |        |                 |           |
| Corée du Nord | 1          | 1      |        |                 |           |
| Japon         | 4          | 4      |        |                 |           |
| Russie        | 19         | 18     | 1      |                 |           |
| Total         | 86         | 82     | 3      | 1               |           |

### Par lanceur
| Lanceur                    | Pays          | Lancements | Succès | Échecs | Échecs partiels | Remarques   |
| -------------------------- | ------------- | ---------- | ------ | ------ | --------------- | ----------- |
| Antares                    | États-Unis    | 1          | 1      |        |                 |             |
| Ariane 5ECA                | Europe        | 7          | 7      |        |                 |             |
| Atlas V                    | États-Unis    | 8          | 8      |        |                 |             |
| Delta IV                   | États-Unis    | 4          | 4      |        |                 |             |
| Epsilon                    | Japon         | 1          | 1      |        |                 |             |
| Falcon 9                   | États-Unis    | 9          | 8      |        |                 |             |
| GSLV                       | Inde          | 1          | 1      |        |                 |             |
| H-IIA                      | Japon         | 2          | 2      |        |                 |             |
| H-IIB                      | Japon         | 1          | 1      |        |                 |             |
| Longue Marche 2            | Chine         | 8          | 7      |        | 1               |             |
| Longue Marche 3            | Chine         | 7          | 7      |        |                 |             |
| Longue Marche 4            | Chine         | 4          | 3      | 1      |                 |             |
| Longue Marche 5            | Chine         | 1          | 1      |        |                 | Premier vol |
| Longue Marche 7            | Chine         | 1          | 1      |        |                 | Premier vol |
| Longue Marche 11           | Chine         | 1          | 1      |        |                 |             |
| Pegasus                    | États-Unis    | 1          | 1      |        |                 |             |
| Proton                     | Russie        | 3          | 3      |        |                 |             |
| PSLV                       | Inde          | 6          | 6      |        |                 |             |
| Shavit                     | Israël        | 1          | 1      |        |                 |             |
| Soyouz                     | Russie        | 14         | 13     | 1      |                 |             |
| UR-100N (Strela ou Rockot) | Russie        | 2          | 2      |        |                 |             |
| Unha                       | Corée du Nord | 1          | 1      |        |                 |             |
| Vega                       | Europe        | 2          | 2      |        |                 |             |

### Par type d'orbite
| Orbite                 | Lancements | Succès | Échecs | Atteints par accident |
| ---------------------- | ---------- | ------ | ------ | --------------------- |
| Basse                  | 42         | 40     | 1      | 1                     |
| Moyenne                | 8          | 8      |        |                       |
| Géosynchrone/transfert | 33         | 31     | 2      |                       |
| Héliocentrique         | 2          | 2      |        |                       |

### Par site de lancement
| Site          | Pays          | Lancements | Succès | Échecs | Échecs partiels | Remarques                         |
| ------------- | ------------- | ---------- | ------ | ------ | --------------- | --------------------------------- |
| Baïkonour     | Kazakhstan    | 11         | 10     | 1      |                 |                                   |
| Cap Canaveral | États-Unis    | 19         | 18     | 1      |                 | Échec durant répétition lancement |
| Jiuquan       | Chine         | 9          | 9      |        |                 |                                   |
| Kourou        | France        | 11         | 11     |        |                 |                                   |
| MARS          | États-Unis    | 1          | 1      |        |                 |                                   |
| Palmachim     | Israël        | 1          | 1      |        | 1               |                                   |
| Plessetsk     | Russie        | 5          | 5      |        |                 |                                   |
| Satish Dhawan | Inde          | 7          | 7      |        |                 |                                   |
| Sohae         | Corée du Nord | 1          | 1      |        |                 |                                   |
| Taiyuan       | Chine         | 4          | 3      | 1      |                 |                                   |
| Tanegashima   | Japon         | 3          | 3      |        |                 |                                   |
| Uchinoura     | Japon         | 1          | 1      |        |                 |                                   |
| Vandenberg    | États-Unis    | 3          | 3      |        |                 |                                   |
| Vostotchny    | Russie        | 1          | 1      |        |                 |                                   |
| Wenchang      | Chine         | 2          | 2      |        |                 |                                   |
| Xichang       | Chine         | 7          | 7      |        |                 |                                   |

## Survols et contacts planétaires
| Date         | Sonde spatiale            | Événement                                                   | Remarque |
| ------------ | ------------------------- | ----------------------------------------------------------- | --- |
| 14 janvier   | Mars Express              | Survol de Phobos                                            | Distance de 53 km |
| 15 janvier   | Cassini-Huygens           | 116e survol de Titan                                        | Distance de 3 817 km |
| 31 janvier   | Cassini-Huygens           | 116e survol de Titan                                        | Distance de 1 400 km |
| 16 février   | Cassini-Huygens           | 116e survol de Titan                                        | Distance de 1 018 km |
| 4 avril      | Cassini-Huygens           | 116e survol de Titan                                        | Distance de 990 km |
| 6 mai        | Cassini-Huygens           | 116e survol de Titan                                        | Distance de 971 km |
| 7 juin       | Cassini-Huygens           | 116e survol de Titan                                        | Distance de 975 km |
| 4 juillet    | Mars Express              | Survol de Phobos                                            | Distance de 350 km |
| 5 juillet    | Juno                      | Injection en orbite autour de Jupiter                       | |
| 25 juillet   | Cassini-Huygens           | 116e survol de Titan                                        | Distance de 976 km |
| 10 août      | Cassini-Huygens           | 116e survol de Titan                                        | Distance de 1 599 km |
| 26 septembre | Cassini-Huygens           | 116e survol de Titan                                        | Distance de 1 737 km |
| 30 septembre | Rosetta                   | Atterrissage à la surface de 67P/Tchourioumov-Guérassimenko | Fin de la mission |
| 19 octobre   | ExoMars Trace Gas Orbiter | insertion en orbite autour de Mars                          | |
| 19 octobre   | Schiaparelli              | Descente vers la surface de la planète Mars                 | L'atterrisseur s'écrase à la surface à la suite d'une défaillance intervenue quelques secondes avant son arrivée au sol |
| 19 octobre   | Juno                      | Deuxième survol de Jupiter                                  | Aucune donnée scientifique recueillie à la suite d'un passage en mode survie                                            |
| 13 novembre  | Cassini-Huygens           | 116e survol de Titan                                        | Distance de 1 582 km |
| 16 novembre  | Mars Express              | Survol de Phobos                                            | Distance de 127 km |
| 29 novembre  | Cassini-Huygens           | 116e survol de Titan                                        | Distance de 3 223 km |
| 11 décembre  | Juno                      | Troisième survol de Jupiter                                 | Manœuvre pour réduire la périodicité de l'orbite                                                                        |

## Sorties extra-véhiculaires
Toutes les sorties sont effectuées au cours de missions de maintenance de la Station spatiale internationale :
- 15 janvier (durée de la sortie 4h43):  Timothy Kopra et Tim Peake remplacent un régulateur de tension électrique à l'origine d'une panne en novembre 2015 d'un des huit circuits d'alimentation électrique de la station spatiale. Ils déplacent également des câbles d'alimentation qui doivent être connectés au module International Docking Adapter. La sortie extravéhiculaire est interrompue deux heures avant la fin prévue à la suite d'une fuite d'eau dans le casque de Kopra. Toutefois les principaux objectifs ont été remplis[5].
- 3 février (durée de la sortie 4h45) : Iouri Malentchenko et Sergueï Volkov prennent des échantillons des revêtements externes de la station spatiale, installent des mains courantes pour de prochaines sorties extravéhiculaires, récupèrent une expérience de biologie, déploient une expérience portant sur les matériaux et testent un outil qui permet de déposer un revêtement sur la surface externe des modules[6].
- 19 aout (durée de la sortie 5h58): Jeff Williams} et Kate Rubins installent l'International Docking Adapter qui a été amené par le cargo spatial Dragon CRS-9 et qui doit permettre l'amarrage des futures vaisseaux spatiaux commerciaux chargés d'assurer la relève des équipages. Celui-ci est fixé à l’extrémité du  Pressurized Mating Adapter  lui-même amarré au port avant du module Harmony. La sortie dans l'espace est interrompue sans avoir accompli les objectifs secondaires à la suite d'un problème de fonctionnement de l'oreillette droite du scaphandre de Jeff Williams[7].
- 1er septembre (durée de la sortie 6h48): Jeff Williams} et Kate Rubins retirent un des radiateurs qui servait de pièce de secours et installent la première paire de caméras haute définition destinées à surveiller l'activité autour de la station spatiale. Ils effectuent plusieurs opérations de maintenance[8].

### Sources
- (en) Jonathan McDowell, Space Activities in 2016 Rev 2, janvier 2017, 12 p. (lire en ligne)
- (en) Gunter Krebs, « Orbital Launches of 2016 », Gunter's Space Page
- (en) Erik Kulu, « World's largest database of nanosatellites, over 3600 nanosats and CubeSats », sur Nanosats Database (consulté le 9 janvier 2023)